# Francesco Giovanni Bonifacio
Francesco Giovanni Bonifacio (* 4. Oktober 1912 in Piran, Slowenien; † 11. September 1946 in Grožnjan) war ein katholischer Priester und Märtyrer, der von der katholischen Kirche seliggesprochen wurde.

## Leben
Francesco Giovanni Bonifacio wurde im damaligen österreichischen Pirano d’Istria als Sohn einer armen Familie geboren. Er trat im Jahr 1931 ins Priesterseminar in Gorizia ein. 1936 wurde er in der Kathedrale von Triest zum Priester geweiht. Es folgten Dienste als Kaplan und Vikar. Als solcher konnte er ein ansehnliches Jugendapostolat organisieren und diverse Zweige der Katholischen Aktion gründen. Er wirkte im italienischen Gebiet, das nach dem Zweiten Weltkrieg von Jugoslawien besetzt und von kommunistischen Partisanen terrorisiert wurde. Auch Francesco Giovanni Bonifacio stand unter Gefahr, doch er ließ sich nicht einschüchtern. Am 11. September 1946 wurde er von zwei Auftragsmördern des jugoslawischen Geheimdienstes OZNA ergriffen, gefoltert und schließlich erstochen. Er gehört zu den Opfern der sog. Foibe-Massaker, da sein Leichnam in eine Karsthöhle geworfen wurde.
Francesco Giovanni Bonifacio wurde am 4. Oktober 2008 in Triest seliggesprochen. Sein Gedenktag in der Liturgie ist der 11. September.